# 博白齿螯蛛
博白齿螯蛛（学名：Enoplognatha bobaiensis）为球蛛科齿螯蛛属的动物。在中国大陆，分布于广西等地，一般栖息于稻田稻丛中。该物种的模式产地在广西博白。其种加词“bobaiensis”意为“广西博白的”。